# Infrarrealismo
El infrarrealismo es un movimiento poético fundado en México, D. F. en 1975 por un grupo de veinte poetas jóvenes, entre los que se encontraban Roberto Bolaño, Mario Santiago Papasquiaro, José Vicente Anaya, Rubén Medina, Ramón Méndez Estrada, José Rosas Ribeyro, Claudia Kerik y Darío Galicia.
Los infrarrealistas, también conocidos simplemente como «infras», tomaron como consigna la frase de Matta «volarle la tapa de los sesos a la cultura oficial». Más que por un estilo definido, el movimiento se caracterizó por la búsqueda de una poesía libre y personal, que representara la postura de sus miembros ante la vida, al margen de las convenciones sociales, de manera parecida a lo que hicieron los poetas de la Generación beat de los años 1950.
El origen del término es francés. El intelectual Emmanuel Berl lo atribuye a uno de los fundadores del surrealismo, el escritor y político Philippe Soupault (1897-1990), quien fue también uno de los impulsores del dadaísmo. Según Bolaño, no obstante, el nombre surgió inicialmente de la mano del artista chileno Roberto Matta (1911-2002), quien acuñó el término en la década de 1940, luego de que André Breton lo expulsara del surrealismo; así, Matta fue el único «infrarrealista» hasta que el nombre del movimiento fue recuperado como corriente literaria. Un tercer antecedente del nombre es proporcionado por el cuento «La infra del dragón», del escritor ruso Georgij I. Gurevich, originalmente publicado en 1959, el cual es mencionado por Bolaño en el primer manifiesto infrarrealista.
El infrarrealismo está emparentado con el dadaísmo, y su etapa inicial, la más importante, duró hasta 1977, con la partida de Papasquiaro y Bolaño a Europa. Sin embargo, luego del retorno del primero a Ciudad de México en 1979, el movimiento continuó liderado por este, hasta su fallecimiento en 1998. En la actualidad, el movimiento es mantenido por algunos de sus miembros originales, así como por otros nuevos.

## Historia

### Contexto histórico
En 1968, época en que los futuros poetas infrarrealistas eran sólo niños y adolescentes, durante el mandato del presidente mexicano Gustavo Díaz Ordaz (PRI, 1964-1970) se comenzó a gestar la llamada Guerra sucia en México, entre cuyas principales consecuencias está la sanguinaria represión militar al Movimiento estudiantil de 1968 en la Ciudad Universitaria de la UNAM, conocida como la Matanza en la plaza de las Tres Culturas de Tlatelolco. Roberto Bolaño llegó con su familia ese mismo año a México, D. F. desde Chile, con quince años de edad.
En 1970 asumió la presidencia de México Luis Echeverría Álvarez (PRI, 1970-1976), antiguo Secretario de Gobernación de Díaz Ordaz, considerado por la mayoría de la población mexicana como uno de los principales responsables de la Guerra Sucia. Independientemente de la veracidad o no de lo anterior —hasta la fecha su supuesta responsabilidad no ha podido ser demostrada—, como forma de reconquistar a la juventud mexicana, el nuevo gobierno impulsó una serie de becas culturales, además de la creación de talleres artísticos y culturales en universidades e instituciones públicas, algunos de los cuales fueron dictados por reconocidos escritores tales como Augusto Monterroso o Alejandro Aura. Así, por ejemplo, la Facultad de Filosofía y Letras de la Universidad Nacional Autónoma de México (UNAM) organizaba talleres de narrativa y poesía, además de publicar la revista Punto de Partida a través del Departamento de Difusión Cultural, que también promovía talleres de poesía, narrativa, teatro y ensayo. También se dictaban talleres en la Universidad Autónoma Metropolitana (UAM), se realizaban cursos en la Casa del Lago y el Instituto de Bellas Artes otorgaba becas para cursar talleres literarios.
El infrarrealismo surgió a fines del gobierno de Luis Echeverría, en medio de esta efervescencia de talleres literarios en Ciudad de México, que permitieron a muchos jóvenes comenzar a desarrollarse como poetas y novelistas.

### Fundación del movimiento
El grupo se comenzó a conformar principalmente por iniciativa del chileno Roberto Bolaño y del mexicano Mario Santiago Papasquiaro. Ambos poetas se conocieron en el Café La Habana de la ciudad capital, poco después de que Bolaño regresara de Chile, adonde fue con el propósito de apoyar el gobierno de Salvador Allende y de la Unidad Popular, que finalmente fue derrotado por el Golpe de Estado que dio comienzo a la dictadura militar. Desde entonces iniciaron una estrecha y prolongada amistad. Decididos a crear un nuevo movimiento literario, fundamentado en la libertad expresiva, la viveza del lenguaje y el quiebre de los convencionalismos, comenzaron a reunirse con otros amigos y a contactar con poetas conocidos que consideraban aptos para el proyecto.
Luego de algunas reuniones previas, varias de ellas en la casa de José Vicente Anaya, el movimiento se fundó formalmente en 1975 en la casa del chileno Bruno Montané Krebs, en una oscura sala sin ventanas ubicada en la calle Argentina del sector de El Zócalo, en pleno centro histórico de la ciudad. Esta reunión, a la que asistieron unas cuarenta personas, fue dirigida por Bolaño. Entre los asistentes, además de los futuros infrarrealistas que conformarían a partir de entonces el movimiento, se encontraban algunos amigos cercanos y simpatizantes como Carla Rippey o los hermanos Ricardo y Juan Pascoe, además de algunos curiosos.
De acuerdo con una lista confeccionada por José Vicente Anaya sobre los «Poetas fundadores del Infrarrealismo», el grupo quedó inicialmente conformado por los siguientes veinte poetas:
- Mario Santiago Papasquiaro
- Roberto Bolaño
- José Vicente Anaya
- Juan Esteban Harrington
- Jorge Hernánez «Piel Divina»
- Rubén Medina
- Ramón Méndez Estrada
- Cuauhtémoc Méndez Estrada
- Lisa Johnson
- Mara Larrosa
- Vera Larrosa
- Gelles Lebrija
- Pedro Damián Bautista
- Víctor Monjarás-Ruiz
- Bruno Montané
- Guadalupe Ochoa
- José Peguero
- Estela Ramírez
- Lorena de la Rocha
- José Rosas Ribeyro

Además de todos ellos se encontraba Darío Galicia, amigo de la adolescencia de Bolaño, quien no quiso pertenecer oficialmente al movimiento, a pesar de que informalmente fue reconocido como un infrarrealista más.
Todos eran mexicanos, salvo los chilenos Bolaño, Harrington y Montané, y el peruano Ribeyro. En cuanto a su parentesco, tanto los Méndez como las Larrosa eran hermanos, mientras que Lebrija era prima de estas últimas. Ochoa y Peguero eran entonces pareja y lo continuaron siendo. Lisa Johnson fue el mayor amor de Bolaño en México, y el quiebre de esta relación fue una de las principales razones de que este dejara más tarde dicho país para siempre.
La mayoría provenía del taller de poesía de Juan Bañuelos de la UNAM y del taller de Alejandro Aura en Casa del Lago. En este último coincidieron Roberto Bolaño, Mario Santiago, Rubén Medina y Claudia Kerik. Los restantes eran amigos de algunos de ellos, como el caso de Piel Divina, compañero de Universidad de Rubén Medina en la carrera de filosofía. La mayoría tenía 22 años como Bolaño; el más joven era Harrington, con 15 años, y el mayor Anaya con 28. Algunos de ellos estudiaban, mientras que otros habían dejado sus estudios o bien no habían continuado estudios superiores.

### Primeras lecturas

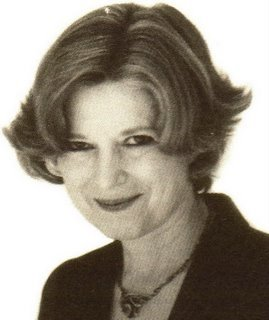
Carla Rippey, artista plástica estadounidense, presenció la fundación del infrarrealismo y fue amiga cercana de sus integrantes.

La primera lectura poética de los infrarrealistas se realizó a fines de 1975 en el segundo piso de la Librería Gandhi, ubicada en la calle Miguel Ángel de Quevedo junto al parque Tagle, gracias a gestiones de Anaya, quien se consiguió el espacio para realizar lecturas todos los viernes durante dos meses. Esta primera lectura estuvo llena y se consideró un éxito. Leyeron Anaya y Bolaño, quien dio algunas ideas de lo que más tarde aparecería en el primer manifiesto infrarrealista. La lectura estuvo acompañada de música en vivo interpretada por Mara Larrosa, Lorena de la Rocha y Darío Galicia, amigo de los infras. Además participaron otros amigos cercanos tales como los artistas plásticos Carla Rippey y Rodolfo Sanabria. El debut buscó de alguna manera asemejarse a lo que fue el de los beats en 1955, liderado por Jack Kerouac.
Los infrarrealistas también hicieron dos lecturas de poemas en la Casa del Lago, que entre 1974 y 1976 fue dirigida por Hugo Gutiérrez Vega, poeta, escritor y académico mexicano, presidente del Comité de Apoyo a la Unidad Popular de Chile, que se llevaba bien con los miembros del grupo. En uno de estos recitales los infrarrealistas se tomaron las fotografías que figuran en el único número de su primera revista literaria, Correspondencia infra, revista menstrual del movimiento infrarrealista.

### Sabotajes

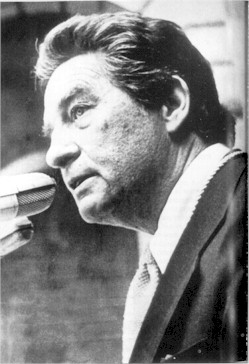
Octavio Paz, Premio Nobel de Literatura de 1990, era para Bolaño y los demás «infras» el líder absoluto de la cultura oficial mexicana, y por ello fue repudiado por el movimiento.

Según el escritor mexicano Carlos Chimal, las medidas del presidente Luis Echeverría para potenciar la actividad cultural del país polarizaron a la sociedad artística mexicana en «dos mundos: la gran cultura y la cultura popular, y no había manera de que se tocaran». El primero de estos mundos se refiere a los artistas que estaban becados o beneficiados de alguna manera por el gobierno del PRI, entre los que se contaban por ejemplo José Luis Cuevas o Fernando Benítez. En opinión de los infrarrealistas, en este grupo también cabían escritores e intelectuales de reconocimiento mundial, tales como Octavio Paz o Carlos Monsiváis, que a pesar de no necesitar el apoyo directo de Echeverría, cultivaban discípulos, eran dueños de importantes revistas literarias y también se beneficiaban de los ingresos fiscales. En el otro extremo se encontraba el mundo de la cultura popular, que para los infrarrealistas estaba asociada a una revolución izquierdista y estaba compuesta por aquellos artistas que se oponían a la compra y venta de talento. Mientras que los miembros del primer bando buscaban identificarse con Octavio Paz, los miembros del segundo bando eran más cercanos al poeta Efraín Huerta. La escritora mexicana Carmen Boullosa, contemporánea a los infrarrealistas, concuerda con que ambos bandos eran excluyentes, aunque también afirmó que tampoco diferían demasiado. Boullosa recuerda que los únicos poetas del medio que convivían con ambas partes eran Juan Pascoe y Verónica Volkow, amiga de Bolaño y bisnieta de Trotski.
Así, más que por sus propias lecturas, los infrarrealistas se caracterizaban por sabotear lecturas de otros, presentaciones de libros, entregas de premios u otras actividades literarias de otros poetas pertenecientes a este primer mundo de la «gran cultura». El primero de estos sabotajes fue incluso anterior a la fundación del movimiento. Fue protagonizado a fines de 1973 por Mario Santiago en el taller de poesía de Juan Bañuelos dictado en el Departamento de Difusión Cultural de la UNAM. Allí Papasquiaro, junto con su amigo Ramón Méndez, intentaron despedir a Bañuelos del taller mediante la adquisición de firmas de los participantes; sin embargo, los expulsados fueron ellos.

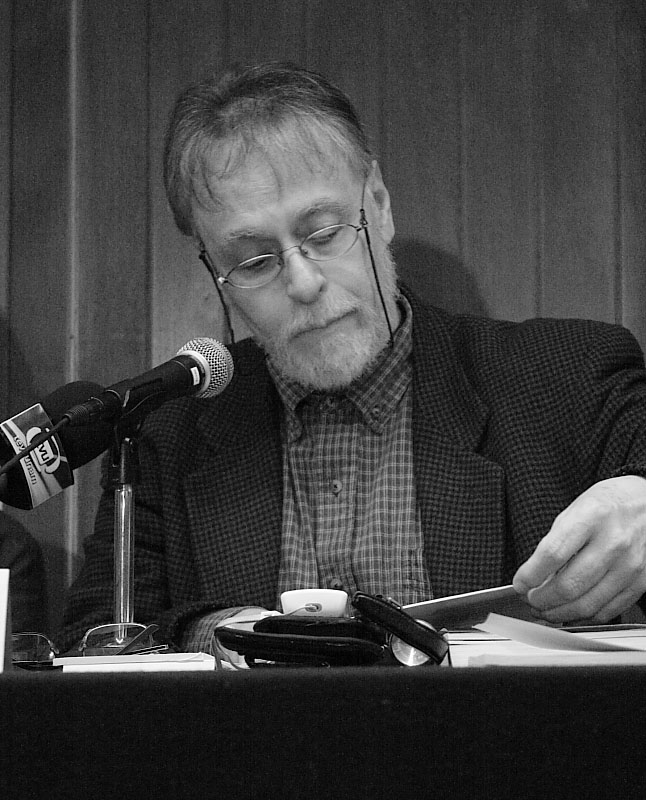
David Huerta en 2009. Hijo de Efraín Huerta, fue víctima de un sabotaje por parte de los infrarrealistas en una lectura de 1976.

Como movimiento, los infrarrealistas planeaban estas prácticas en reuniones. Sabotearon eventos de distintos escritores, incluido el mismo Octavio Paz. A comienzos de 1976, sabotearon una lectura de David Huerta, hijo de Efraín Huerta. Si bien se llevaban muy bien con su padre, a David lo consideraban un autor privilegiado que estaba destinado a tener éxito cobijado al amparo de su apellido paterno. Bolaño únicamente participó en el sabotaje de Huerta. Posteriormente se distanció de estas prácticas, si bien luego de que se llevaban a cabo preguntaba a sus amigos por los detalles de estas. Años más tarde, Carmen Boullosa confesó haber temido de que los infrarrealistas sabotearan el acto de premiación por su obtención de la beca Salvador Novo, para menores de 21 años, la cual también había conseguido Darío Galicia el año anterior.
Por estas actitudes los demás poetas comenzaron a temerles y odiarles. Los trataban de arrogantes e irrespetuosos, y consiguieron aislarlos de las publicaciones oficiales de la época. En 1975, en el suplemento «La cultura en México» de la revista Siempre!, dirigido por Carlos Monsiváis, apareció un número en que los jóvenes Héctor Aguilar Camín, José Joaquín Blanco y Enrique Krauze hablaban de una disminución en el nivel de la literatura mexicana actual, la cual se veía desfavorecida por la moda socialista, la sexualidad desmesurada y la aparición de tantos nuevos escritores novatos. En columnas de este tipo, Blanco llegó a criticar explícitamente a los infrarrealistas, quienes lo encararon directamente, esta vez también con la presencia de Bolaño.

### Publicaciones y separación
A mediados de 1976, luego de que Octavio Paz dejara la revista Plural por problemas políticos, en lo que se conoció como «el golpe de Excélsior», y fuera nombrado director Roberto Rodríguez Baños, los infrarrealistas volvieron a tener oportunidades de publicar en revistas oficiales. Así, en octubre del mismo año Mario Santiago publicó en el número 61 de Plural una reseña y traducción de poemas sobre el poeta y novelista beat Richard Brautigan. Luego en diciembre, en su número 63, la revista publicó Seis jóvenes infrarrealistas mexicanos, con selección e introducción de Mario Santiago, en la que figuraron Darío Galicia, Mara Larrosa, Rubén Medina, Cuauthémoc Méndez, José Peguero y el mismo Mario Santiago. En enero de 1977 Bolaño publicó en el número 64.
También en 1976 los infrarrealistas publicaron su primera antología, titulada Pájaro de calor, ocho poetas infrarrealistas, prologada por el poeta y periodista español radicado en México Juan Cervera Sanchís, cliente asiduo del Café La Habana y simpatizante de la energía juvenil de los infras.

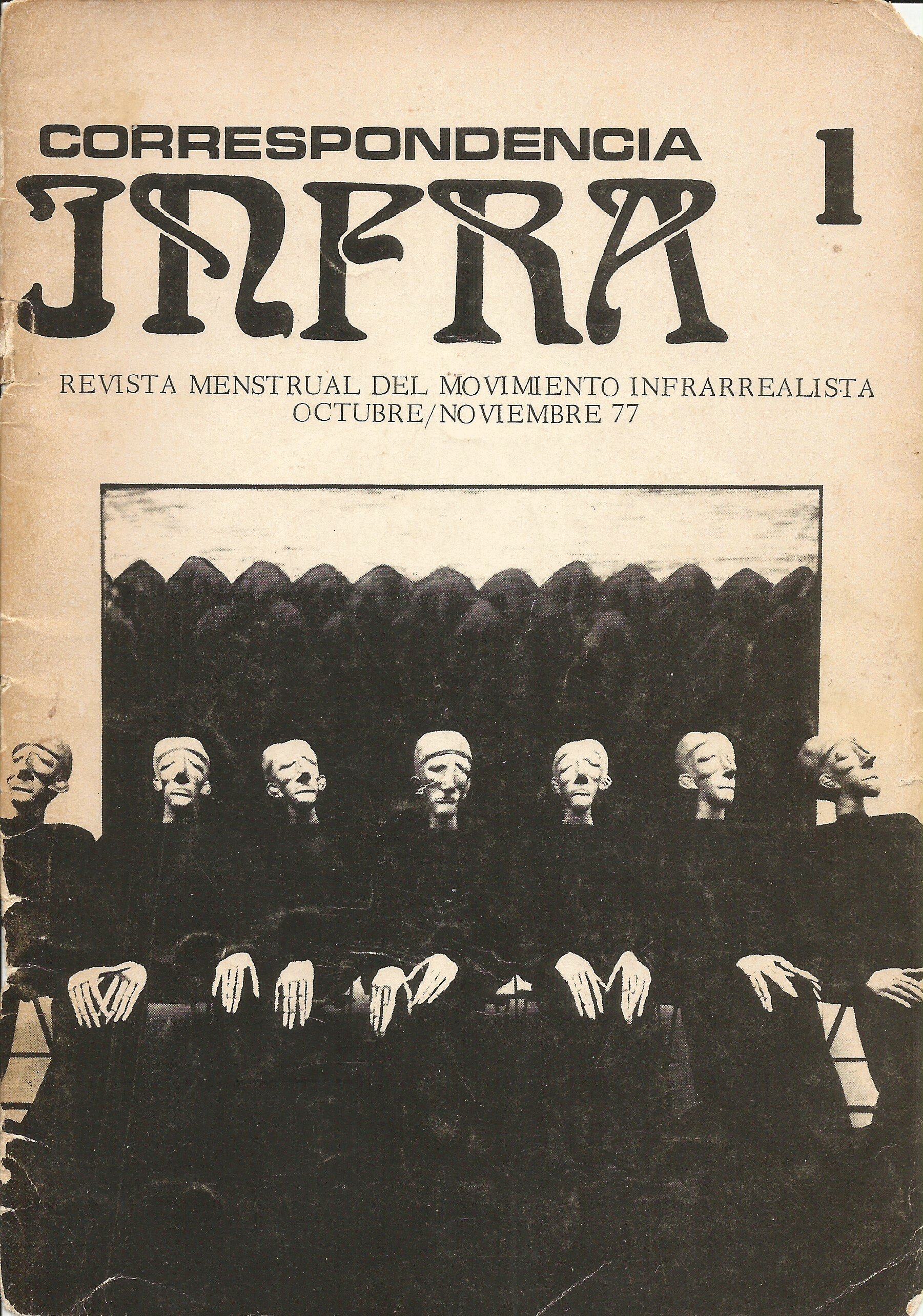
Portada de la revista del movimiento Infrarrealista, Correspondencia Infra. México, D.F., 1977.

Poco antes de la publicación de Pájaro de calor, Lisa Johnson rompió con Bolaño, quien dejó patente este hecho en un poema de dicha obra. Esta fue una de las principales razones de que Bolaño decidiera irse de México y partir rumbo a España, específicamente a Barcelona, donde estaba viviendo su madre, quien se había ido de México a mediados de los años 1970. Sin embargo, antes de su partida dejó acordada con la Editorial Extemporáneos la publicación del libro Muchachos desnudos bajo el arcoiris de fuego. Once jóvenes poetas latinoamericanos, que apareció en julio de 1979 y que corresponde a una antología que incluye poemas de Luis Suardíaz, Hernán Lavín Cerda, Jorge Pimentel, Orlando Guillén, Beltrán Morales, Fernando Nieto Cadena, Julián Gómez, Enrique Verástegui, de él mismo, Mario Santiago y Bruno Montané. El libro está prologado por Miguel Donoso Pareja, posee una presentación de Efraín Huerta y fue el primero de aquella época de los infrarrealistas que fue costeado enteramente por la casa editora y no por ellos mismos.
Roberto Bolaño dejó México en 1977, tiempo después de que lo hiciera también Bruno Montané, con quien se reencontraría en Barcelona. Mario Santiago, por su parte, se fue por un tiempo a París e Israel. Rubén Medina y José Peguero, intentando reagrupar a los infras que quedaron en el D. F., y al mismo tiempo como acto simbólico de despedida, gestionaron la publicación de un único número de la revista Correspondencia infra, revista menstrual del movimiento infrarrealista en octubre/noviembre de ese año. Dicha revista tuvo una tirada de cinco mil ejemplares, de los cuales se conservan actualmente muy pocos originales; incluye el «manifiesto infrarrealista» escrito por Bolaño, y el primer poema que contiene es el de Papasquiaro titulado «Consejos de un discípulo de Marx a un fanático de Heidegger», escrito en los tiempos en que Mario Santiago frecuentaba el taller de Alejandro Aura en la Casa del Lago del Bosque de Chapultepec, el cual trata precisamente sobre un parque, y que sirvió de inspiración para el título de la primera novela de su amigo Bolaño, viviendo ya en España: Consejos de un discípulo de Morrison a un fanático de Joyce, escrita a dúo junto con A. G. Porta. Los poemas de esta revista se caracterizaron por su variedad estilística.

### Los años siguientes

Esténcil de Roberto Bolaño en Barcelona en 2012.

Los años siguientes a la partida de Bolaño, Papasquiaro y Montané al extranjero, varios otros infrarrealistas también decidieron irse de Ciudad de México. Sólo algunos continuaron carreras literarias, si bien la mayoría se dedicó a actividades artísticas. Así, por ejemplo, Rubén Medina se fue a Estados Unidos a estudiar literatura; Harrington regresó a Chile para realizar estudios de cine; Gelles Lebrija se fue a vivir a Tijuana; Piel Divina a París; los hermanos Méndez regresaron a Morelia, su tierra natal, donde se dedicaron al periodismo y durante un tiempo fueron panaderos, y José Vicente Anaya se dedicó a recorrer México durante cuatro años. Lorena de la Rocha se dedicó a la composición de música clásica y al teatro. Las hermanas Larrosa se quedaron en el D. F. Vera se dedicó a la danza y al teatro, y Mara a la pintura. Darío Galicia sufrió de dos aneurismas que lo dejaron con secuelas permanentes.
De los antiguos infrarrealistas, sin duda el que alcanzó mayor prestigio internacional es Roberto Bolaño, quien en Barcelona se afianzó como novelista. Allí publicó numerosas obras para la Editorial Anagrama, entre las que destacan principalmente Los detectives salvajes, inspirada justamente en su vida con los infrarrealistas en Ciudad de México y ganadora del Premio Herralde y el Rómulo Gallegos; así como 2666, galardonada en España, Chile y Estados Unidos, y también ambientada en México. Anaya, Medina y Montané también continuaron una carrera literaria y realizaron varias publicaciones.

### Continuación del movimiento
Si bien el movimiento para Roberto Bolaño se terminó con su partida y la de Papasquiaro a Europa en 1977, en 1979 Mario Santiago regresó a Ciudad de México, donde se reunió con sus antiguas amistades y nuevos infrarrealistas.
Con Mario Raúl Guzmán, Rafael Catana y otros jóvenes, consiguió resucitar el movimiento al mismo tiempo que aumentó su hermetismo y extravagancias literarias. Solía hacer llamadas telefónicas por la madrugada a amigos y conocidos como Carla Rippey o Juan Villoro para leerles poemas, o escribir sobre distintas superficies, incluyendo las paredes de su casa. También aumentó el consumo de drogas y alcohol, por lo que se volvió en ocasiones agresivo y violento con quienes no eran sus amigos cercanos. Además adoptó la costumbre de cruzar las calles sin mirar a los lados, lo que le valió un atropellamiento, en 1980, que lo obligaría a caminar en adelante apoyado en un bastón.

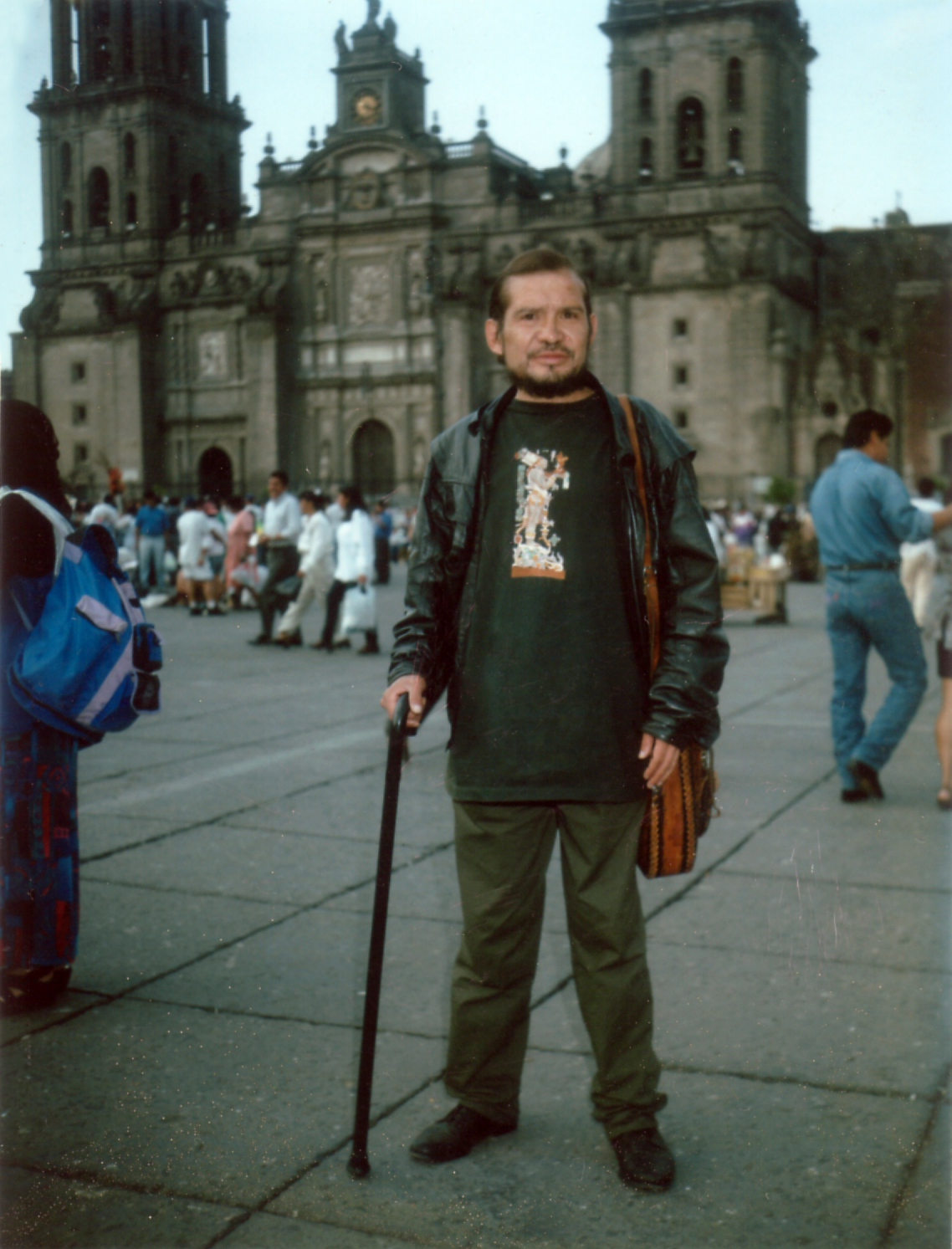
Mario Santiago en el Zócalo en Ciudad de México, ya con su bastón luego del accidente.

Entre abril de 1980 y febrero de 1981 aparecieron poemas del nuevo grupo infrarrealista en los tres números de la revista Le prosa, dirigida por Orlando Guillén. Más tarde, entre noviembre de 1984 y julio de 1990, continuaron con una hoja de poesía llamada Calandria de tolvañeras, que también incluía poemas de antiguos infrarrealistas como Roberto Bolaño y Bruno Montané. Más tarde, entre marzo de 1992 y enero de 1993, varios infrarrealistas publicaron en seis números de la revista Zonaeropuerto, también de Guillén, y en marzo de 1992 publicaron La zorra vuelve al gallinero, de la cual aparecieron más tarde otros dos números en 2000 y 2002, ya sin Mario Santiago.
Los sabotajes también continuaron durante los años 1980, como fue el caso de uno realizado a Octavio Paz en la librería de la UNAM en enero de 1980, con motivo del evento «Encuentro de generaciones».
Mario Santiago falleció en 1998, atropellado, producto de su costumbre de cruzar las calles a ciegas. Escribía constantemente pero realizó muy pocas publicaciones. El escritor mexicano Juan Villoro, contemporáneo a los infras, destacó especialmente a este último y a Bolaño —a quien conoció en 1976 y con quien forjó una amistad que continuaría en Europa— como escritores de calidad. Junto a la viuda de Papasquiaro, Rebeca López, ha buscado rescatar la obra del poeta. A una década de su fallecimiento, Rebeca y Mario Raúl Guzmán publicaron en 2008 el libro Jeta de santo. Antología poética 1974-1977, que recopila 161 poemas de la obra de Mario Santiago. Un año después, se reeditó su libro Beso eterno a través de la editorial independiente Lanzallamas Libros.
Más adelante se unió al movimiento Edgar Altamirano, creador del sitio web de los infrarrealistas, mientras que Rebeca López, viuda de Mario Santiago, aunque no escribe es considerada también uno de ellos. Hasta mediados de la década de 2000, de los infras originales más activos que continuaban con el movimiento estaban Ramón Méndez, Guadalupe Ochoa y José Peguero; el primero ubicado en Morelia, donde escribe poesía y narrativa, mientras que la pareja en Ciudad de México, dedicados al cine, documentales y producción. También continuaba participando Piel Divina, quien enviaba poemas desde París, donde vivía como escultor, y José Vicente Anaya, quien además de continuar su carrera como poeta, se dedicó a la investigación y trabajó como editor de la revista de poesía Alforja. El hermano de Ramón, Cuauthémoc Méndez, falleció en mayo de 2004 de un ataque epiléptico.

### Los detectives salvajes
El movimiento infrarrealista adquirió reconocimiento mundial a través de la galardonada novela Los detectives salvajes (1998) de Roberto Bolaño, donde el escritor rememora el movimiento poético, retratándose a sí mismo, a su amigo Santiago Papasquiaro y a otros infrarrealistas de la época. La prensa crítica estadounidense, por su parte, en ocasiones llamó al infrarrealismo como «modernismo visceral» y «realismo visceral», siendo este último el término utilizado por Bolaño en su obra.
De acuerdo con el poeta, profesor y crítico Matías Ayala:

«El infrarrealismo es más literario que real, o, más bien, se volvió real en la medida en que fue ficcionalizado en Los detectives salvajes»
Matías Ayala

Una opinión parecida a la de Ayala es la del escritor mexicano Jorge Volpi, para quien el infrarrealismo nunca fue en sí mismo un movimiento literario.

## Estilo e influencias
Según la periodista y estudiosa del movimiento, Montserrat Madariaga, el infrarrealismo nunca se caracterizó por tener un estilo ni una estética particular, sino más bien por una manera de afrontar el acto poético, hecho que resume de la siguiente manera:

«El infrarrealismo es más una unión de actitudes, una postura ante la vida que una forma de hacer poesía».
Montserrat Madariaga

Esta idea es apoyada por el poeta y crítico Matías Ayala, y se refuerza por lo declarado en 2006 por el propio infrarrealista José Vicente Anaya:

«Yo creo que formalmente no todos escribíamos igual pero sí estábamos convencidos de hacer una poesía viva, de experiencias vivificantes, o sea no estar inventando que haces el amor, sino que realmente hacerlo en tu poema, realmente ver cosas extraordinarias y no usar la imagen como recurso literario. Lo que vives hace la poesía».
José Vicente Anaya

El movimiento estuvo marcadamente influenciado por los poetas de la Generación beat estadounidense de la década de 1950. Los infras pudieron leer a los poetas de este movimiento gracias a la revista de poesía beat bilingüe El corno emplumado / The plumed horn, editada en treinta y dos números entre 1962 y 1969 por el matrimonio conformado por el poeta y escritor mexicano Sergio Mondragón y la poeta beat estadounidense Margaret Randall. En particular, los infrarrealistas leían mucho a Allen Ginsberg, Jack Kerouac y William Burroughs.
Madariaga escribió al respecto lo siguiente:

«La poesía infrarrealista nace de esa necesidad de liberación de todas las convenciones y límites que la sociedad impone en aras del orden».
Montserrat Madariaga

La estudiosa aclara que por «esa necesidad» se refiere a una análoga a la buscada por la Generación beat.
También sentían simpatía por los estridentistas, movimiento vanguardista mexicano de principios de los años 1920, liderado por Manuel Maples Arce y a quienes varios consideraron sus antecesores, en la medida que ambos buscaron introducir en la cultura mexicana las vanguardias europeas. En 1928 aparecieron Los Contemporáneos, agrupados en torno a la revista Contemporáneos, pero que sin embargo no fueron un movimiento propiamente tal, al no poseer un manifiesto ni una cohesión estética, ética o cultural. Los infrarrealistas no sintieron un aprecio especial por estos últimos.
Los infrarrealistas eran de izquierdas, con ideas trotskistas y revolucionarias. Aunque la mayoría no eran militantes políticos, hubo algunas excepciones, como los hermanos Méndez y Piel Divina, miembros de la Liga Socialista, heredera de la Liga Leninista Espartaco, fundada por José Revueltas en 1960. Cuauhtémoc fue además líder sindical de la Sección 87 de Secretaría de la Salud.
José Revueltas fue además de un líder político para algunos, un guía literario para otros. De los infrarrealistas, el más cercano a él fue Mario Santiago, quien lo iba a visitar a su casa —por intermedio de Mario también recibió a Ramón Méndez— para conversar de literatura. Luego de la muerte de Revueltas, Mario Santiago —cuyo verdadero nombre era José Alfredo Zendejas Pineda— amplió su nombre artístico agregando el apellido «Papasquiaro», por Santiago Papasquiaro, municipio del estado de Durango donde había nacido su mentor.
Otro poeta mayor que también fue considerado un maestro por el movimiento fue Efraín Huerta, quien era visitado frecuentemente en su casa por poetas jóvenes, al vivir en la calle Lope de Vega, de camino a la Casa del Lago. En este caso, el infrarrealista que más lo frecuentó fue Roberto Bolaño, con quien desarrolló una amistad, pese a tener ambos algunas diferencias políticas. Revueltas y Huerta no ejercieron sobre los infrarrealistas una estilística, sino más bien una empatía ideológica, pues ambos eran considerados por ellos «poetas rebeldes».
Otra influencia, esta vez proveniente del Perú, fue el Movimiento Hora Zero, grupo de poesía vanguardista fundado por Jorge Pimentel y Juan Ramírez Ruiz en 1970. Papasquiaro mantenía correspondencia con Ramírez desde incluso antes de que se creara el infrarrealismo. De hecho, escribió una sección completa sobre ellos en una revista llamada Zarazo 0 de un único número que publicó en enero de 1974. Por otra parte, el único infrarrealista peruano, José Rosas Ribeyro, tuvo lazos con Hora Zero antes de irse a vivir por un tiempo a México, lo que afianzó aún más el lazo y les permitió conocer sus trabajos de primera fuente. La influencia con este movimiento fue tal que Bolaño escribió en el primer manifiesto infrarrealista: «nos antecede Hora Zero».
Finalmente, Hugo Gutiérrez Vega, quien conoció a los infrarrealistas personalmente, declaró que si bien identificaba en ellos una actitud parecida a la de los surrealistas y dadaístas, y que la historia literaria de México no les brindó la notoriedad que se merecían, duda de si hayan conseguido ser realmente un grupo vanguardista como los dos anteriores.

## Organización
Los líderes del movimiento en su primera etapa fueron Roberto Bolaño y Mario Santiago. Si bien no seguían una organización formal, según Rubén Medina era Bolaño quien planeaba las publicaciones y los recitales, contactándose con artistas plásticos y editores, mientras que Mario Santiago era quien se dedicaba a buscar nuevos integrantes para el grupo, a pesar de que Bolaño también cumplió con este papel en ciertas ocasiones. Bolaño además se encargaba de definir en primer término los fundamentos del movimiento, y luego consultaba a Mario Santiago y algunos otros acerca de estos.
Guadalupe Ochoa, por su parte, afirmó en una entrevista en 2006 que a pesar de considerarse liberales y rechazar las normas sociales, el grupo no escapaba por entonces del machismo imperante, estando las mujeres del grupo marginadas de la toma de decisiones en las ediciones de sus publicaciones.
Bolaño también fue quien escribió el primer «manifiesto infrarrealista», publicado en la revista Correspondencia infra, revista menstrual del movimiento infrarrealista, a pesar de que Mario Santiago y José Vicente Anaya también redactaron sus propias versiones. Este liderazgo autoimpuesto de Bolaño en el grupo conllevó en ocasiones discusiones entre este y otros miembros, como Vicente Anaya, Ramón Méndez y Juan Esteban Harrington.
Los infrarrealistas solían reunirse en el Café La Habana, en la esquina de la calle Bucareli con Morelos, y en la Casa del Lago, donde se hacían lecturas poéticas. A veces elegían cafés de chinos y tabernas céntricas, o se juntaban en casas de algunos de ellos: la de Anaya en colonia Nápoles, la de las hermanas Larrosa en colonia Hipódromo Condesa o la de Montané en El Zócalo. Adicionalmente, también se reunían en casa de Carla Rippey, que vivía junto a la imprenta donde trabajaba Juan Pascoe como impresor y editor, bautizada por Bolaño como el Taller Martín Pescador, y que solían utilizar para imprimir sus trabajos. Todas estas reuniones solían acabar frecuentemente en fiestas que se extendían hasta muy avanzada la noche.

## Obras
Bolaño y Papasquiaro, sin saber francés, se aventuraron a traducir a Matthieu Massagier y Michel Bulteau, poetas franceses fundadores de la Generación Eléctrica a partir de la creación del Manifeste Électrique aux paupières de jupes en 1971. Asimismo, con escaso inglés, tradujeron obras de Jeff Nuttal, Henry Graham, Jim Lucas, entre otros escritores conocidos como el grupo de los Pop de Liverpool con quienes sentían que tenían un estilo afín. Lisa Johnson escribió sobre estos últimos en la publicación Diorama de la cultura, suplemento dominical del periódico Excélsior. También estudiaron a los Angry Young Men de Inglaterra, escritores de teatro y novela de mediados de los años 1950, contemporáneos a la Generación beat.
Todas las obras listadas a continuación fueron publicadas en México, D. F., salvo que se indique lo contrario.

### Revistas
- 1977 - Correspondencia infra, revista menstrual del movimiento infrarrealista, n.º 1, octubre/noviembre.
- 1980 - Le prosa: Revista de escritura literaria, n.º 1, abril/junio.[20]
- 1980 - Le prosa: Revista de escritura literaria, n.º 2, noviembre.[20]
- 1981 - Le prosa: Revista de escritura literaria, n.º 3, febrero.[20]
- 1992 - La zorra vuelve al gallinero, n.º 1, marzo.[22]
- 1992/3 - Zonaeropuerto (seis números entre marzo de 1992 y enero de 1993).[19]
- 2000 - La zorra vuelve al gallinero, n.º 2, primavera.[22]
- 2002 - La zorra vuelve al gallinero, n.º 3, invierno.[22]
- 2009 - "La zorra vuelve al gallinero", n.º 4, invierno.

### Antologías
- 1976 - Galicia, Darío; Larrosa, Mara; Medina, Rubén; Méndez, Cuauthémoc; Peguero, José; y Santiago, Mario. Seis jóvenes infrarrealistas mexicanos, selección e introducción de Mario Santiago Papasquiaro, Plural, n.º 63, diciembre.
- 1976 - Anaya, José Vicente; Bolaño, Roberto; Larrosa, Mara; Méndez, Cuauthémoc; Montané, Bruno; Medina, Rubén; Peguero, José y Santiago, Mario. Pájaro de calor, ocho poetas infrarrealistas, 1.ª ed., prólogo de Juan Cervera. Lora del Río, Ediciones Asunción Sanchís.
- 1979 - Bolaño, Roberto. Muchachos desnudos bajo el arcoiris de fuego. Once jóvenes poetas latinoamericanos, 1.ª ed., México, Editorial Extemporáneos.
- 2014 - Medina, Rubén. Perros habitados por las voces del desierto. Poesía infrarrealista entre dos siglos, 1.ª ed., México D.F., Editorial ALDVS.

### Hojas de poesía
- 1984 - La Calandria de Tolvañeras, n.º 1, 2 de noviembre.[29]
- 1984 - Calandria de Tolvañeras, n.º 2, 16 de noviembre[21]
- 1985 - Calandria de Tolvañeras, n.º 3, mayo[21]
- 1985 - Calandria de Tolvañeras, n.º 4, 17 de junio[21]
- 1985 - Calandria de Tolvañeras, n.º 5, 2 de diciembre[21]
- 1985/6 - Calandria de Tolvañeras, n.º 6[21]
- 1986 - Calandria de Tolvañeras, n.º 7, 13 de mayo[21][nota 3]
- 1986 - Calandria de Tolvañeras, n.º 8, mayo[21]
- 1986 - Calandria de Tolvañeras, n.º 9, noviembre[21]
- 1986 - Calandria de Tolvañeras, n.º 10, noviembre[21]
- 1988 - Calandria de Tolvañeras, n.º 11, junio[21]
- 1988 - Calandria de Tolvañeras, n.º 12, diciembre[21]
- 1990 - Calandria de Tolvañeras, hoja última, julio[21]

### Publicaciones individuales 1975-1977
Libros
- 1976 - Roberto Bolaño, Reinventar el amor, publicado por Juan Pascoe.

Publicaciones en revistas
- 1976 - Roberto Bolaño, Punto de partida, n.º 47-48, marzo.[30]
- 1976 - Lisa Johnson, Diorama de la cultura, diario Excélsior, 2 de mayo.[3]
- 1976 - Mario Santiago Papasquiaro, Plural, n.º 61, octubre.[3]
- 1976 - Roberto Bolaño, Punto de partida, n.º 49-50, noviembre.[31]
- 1977 - Roberto Bolaño, Plural, n.º 64, enero.[3]